# Reliefne oblike
Reliéfne oblíke so posamezne vzpetine, kotline in ravnine na zemeljskem površju.

## Reliefne oblike
- Grič - majhna, bolj ali manj priostrena vzpetina kjerkoli do približno 500 m relativne višine nad okolico.
- Gričevje - v zaključeno celoto povezan sklop gričev in vmesnih globeli.
- Hrib - vzpetina do 1500 m relativne višine v nižinskem ali sredogorskem svetu. Dostikrat pojem uporabljamo za kakršnokoli višjo vzpetino.
- Hribovje - v zaključeno celoto povezan sklop hribov in manjših vzpetin ter vmesnih globeli.
- Gora - najbolj znan pojem za višavo, obče ime tudi v nižinskem svetu za izrazite vzpetine. Sega lahko tudi nad zgornjo gozdno mejo.
- Gorovje - v celoto povezan sklop gora.
- Gorstvo - zaključena celota gorovij.
- Prigorje, predgorje - kjer se pred večjo goro ali gorovjem gomili ali kopiči valovito gričevje ali hribovje. To je h gorskemu svetu priloženo višavje.
- Sredogorje - zaključena celota gora, povečini prekrita z zemljo, nad gozdno mejo rušnata in pečevnata.
- Visokogorje - sklop visokih hrbtov, grebenov, planot in vmesnih globeli, slabo poraščen.
- Osrednje gorovje - najizrazitejši in navadno tudi največji osrednji del kakega gorstva.
- Teme - tudi gorska višina - vršni del vzpetine, zadnji najvišji vršnji del, pokrov gore.
- Vrh - najvišji del vzpetine. Primeri vrhov glede na obliko so zob, rog, rogelj, špik, špica, ojstrica. Strmi, stožčasti vrhovi: vršič, vršac, storžič, kuk, kok. Obli vrhovi: kup, kopica, kopa, kop. Glavnati vrhovi: glava, čelo, kepa.
- Hrbet - zaobljena gorska vzpetina podolgovate oblike z bolj položnimi, navadno poraščenimi pobočji.
- Sleme - stik dveh pobočij v obliki strešnega slemena, vršni del je premo stegnjen, skoraj raven ali malo povešen.
- Greben - stik dveh strmih ali celo stenskih pobočij, vršni del je bolj ali manj razčlenjen.
- Rez - stik dveh pobočij v zelo ostrem grebenu.
- Pleče - položni vršni del vzpetine (npr. Jalovčevo pleče med severovzhodno steno in vrhom, imenovano Streha).
- Plaz - premik zemllje, ki lahko traja dlje časa.
- Rama - širok položni del ali vodoravni del grebena pod vrhom.
- Sedlo - močno znižan del v grebenu, ki zložno prehaja z ene strani grebena na drugo in omogoča prehod. Preval pomeni isto kot sedlo, izraz je bolj slovenski. Nekaj primerov prevalskih izrazov: prag, predel, predol, prehodi, prehodavci, prelaz, vrata, vratca, žrelo. Vse oblike so izraz za večje ali manjše, prehodne ali manj prehodne prevale, ki so grebenska značilnost.
- Škrbina - oster, globoko zasekan presledek v grebenu.
- Šija - del grebena, ki poteka s sedla proti vrhu gore.

## Uravnane oblike
- Planota - razsežna, razčlenjena, gmotasta vzpetina, katere vršni del je uravnan.
- Planja, plan - odprt, raven ali viseč travnat svet v visokem gorovju.
- Podi - razsežen, uravnan apnenčast svet v visokogorju, bolj ali manj nagnjen, v drobnen pa zelo razčlenjen s kraškimi pojavi.

## Poglobljene oblike
- Dolina - vzdolžna poglobitev med vzpetinami, ki se spuščajo izpod pobočij. Izoblikovale so jo vode, ledeniki. Ima dno in pobočji. Poznamo gredasto, koritasto, odprto, zaprto, prečno, zagatno ali zatrepno dolino itd. Rečna dolina ima obliko črke V, ledeniška pa obliko črke U.
- Kotlina - nižji, zaprt svet med hribi, gorami.
- Deber - ozko in globoko korito v obliki črke V.
- Soteska - zelo ozek, utesnjen del doline s strmimi pobočji in tekočo vodo na dnu, prostor tudi za cesto.
- Vintgar - po značilnem Blejskem Vintgarju se je za kanjonsko korito razširilo ime vintgar, ki pomeni še ožjo obliko, s hitrim gorskim potokom na dnu.
- Dolinski konec - zgornji del doline, ki se končuje v gorskih pobočjih. Glede na različne oblike teh koncev poznamo različna imena: konec, kot, kočna - širok polkrožen konec, obdan s strmimi pobočji. Zatrep, zagata - konec v obliki klina.
- Krnica, okrešelj - s treh strani amfiteatralno zaprta kotanja pod visokimi in strmimi pobočji, okrogli skledi podobna kotlina pod vrhovi gora, na eni strani odprta proti dolini. Sama krnica se v tej smeri konča s strmim skokom. Imenovana tudi: dolek, dolci.
- Dnina - z višavjem obdan raven travnat prostor v gorovju, ki služi za pašo živini.
- Dol - kraška dolinska oblika v visokogorskem svetu, običajno brez vode.
- Vrtača - lijaku podobna globel v poraslem ali skalnatem krasu (premer od 5 do 100 metrov). Velika vrtača s skoraj navpičnimi stenami je koliševka.
- Konta - globoka vrtačasta kotanja večje razsežnosti, kjer navadno sneg obleži pozno v poletja, tudi škaf.
- Žlebiči - ozki in plitvi žlebovi, ki jih je izjedla voda v gladkih apnenčastih ploščah.
- Škraplje - ozke in globoke špranje v apnenčastih ploščah. Nastanejo iz žlebičev.
- Žrelo, kotlič - globoka kotlasta globel s strmimi stenami v kraškem svetu, kjer se sneg obdrži vse leto. Nastane iz več velikih škrapelj.

## Nagnjen teren - gorska pobočja
- Pobočje - del gore med njenim vrhom in vznožjem. Lahko je različno strmo. Imenujemo ga tudi vesina.
- Obronek, polog, ronek - položno pobočje do 20º nagiba.
- Reber, breg, strmina, strmal - strmo pobočje približno med 20º in 40º nagiba.
- Lovt - zelo strmo, razdrapano in razčlenjeno pobočje, deloma poraslo, deloma skalnato.
- Skrotje - razrito in razdrto pečevje s približno 40º do 70º nagiba, za plezalce lahko preplezljivo.
- Stena - skalnato pobočje, katerega nagib je večji od 70º.
- Vznožje - spodnji del stene ali gore.
- Rob stene - mesto, kjer se stena konča v svojem zgornjem delu, kar je lahko na vrhu gore, grebena ali pa sredi pobočja. Nad robom stene se po navadi nadaljuje položnejša vesina do vrha.

## Obrasel teren
- Loka - posamezni deli ali pa celi travniki ob vodah v nižinah, ki so zaradi tega vlažni.
- Log - z drevesi porasla loka.
- Jasa - svetel travnat prostor sredi gozda.
- Ruševje, pritlikovje - pritlikavo rastje nad zgornjo gozdno mejo (v nižinah čretje, cretje).
- Drn - nizka gorska trava.
- Drnast - strm svet, porasel z gorsko travo (npr. drnast previs).
- Ruša, drniči - posamezni šopi gorske trave med golim skalovjem.
- Zelenica - zadnje sočne planinske planje pod skalnatimi pobočji, zadnja revna paša, koder je le še borna trava. Lahko tudi travnata polica.

## Umetne tvorbe v obraslem terenu
- Poseka - posekan prostor sredi gozda.
- Rovt, črt, črtež - posekan svet sredi gozda, kjer kosijo travo.
- Laz - posekan svet, ki se da tudi obdelovati, navadno je namenjen paši.
- Krčevina - obdelan svet v gozdu.
- Planina - planinski pašnik s pastirskimi stanovi.
- Tamar - pastirski stan
- Drča - umetno izgreben žleb v gozdnatem pobočju, po katerem spuščajo les. Ta izraz se nikoli ne uporablja za naravne oblike v golem pečevju.

## Stenske oblike
- Stena, peč, pečina, - neporaščeno skalnato pobočje gore z nagibom več kot 70º. Peč, pečina je star ljudski izraz, ki se danes ne uporablja več pogosto, vendar ga najdemo še marsikje v pokrajinskih imenih (npr. Grajska peč nad Blejskim jezerom). Razločevati moramo med izrazoma »stena« in »skala« Stena pomeni kompaktno živo gmoto, skala pa odtrgan kos kamnine, ločene od stene. Ob določenih primerih ima izraz tudi drugačen pomen - npr. kadar hočemo povedati za kakšno kvaliteto kamnine gre v neki steni (npr. trdna, krušljiva, drobljiva, prepočena, režasta, sigasta, konglomeratna, brečasta itd.). Stena je lahko glede na nagib navpična ali previsna. Glede na razčlenjenost je stena lahko: gladka - zelo malo razčlenjena, odprta - brez večjih razčlemb, razčlenjena - razbita, s številnim razčlembami.
- Ostenje - skupina več sten, ki se dvigajo nad dolino.
- Skalovje, pečevje - močno razčlenjeno pobočje brez določene oblike. Je manjšega obsega kot stena.
- Raz - rob, kjer se stikata dve sosednji steni ali boka rebra.
- Steber - izrazit izbočeni del stene, ki je omejen s strmimi ploskvami - boki, lahko pa tudi z grapami. Značilna zanj je velika višina. Dostikrat sega od tal do vrha stene.
- Rebro - manj izrazit raz v stebru in neizrazita stranska oblika v steni.
- Stolp - velika pokončna tvorba, ki je le v spodnjem delu zraščena v steno.
- Stolpič, turn, turnc - manjša oblika stolpa.
- Odlom - del stene, kjer se je pred kratkim odkrušil večji del kamnine. Navadno je rumene ali rdečkaste barve in še nerazčlenjen.
- Rob, lom, lomič - črta, na kateri se vodoravna površina spusti v strmino (v dolini ježa).
- Stopnja, prag, skok - vsi trije izrazi pomenijo strme navpične dele stene oz. pobočja v sicer položnem svetu. Pri tem je stopnja najmanjše, prag sredne, skok pa največje razsežnosti.